# Saroléa 38H
Die Saroléa 38H war ein Motorrad des belgischen Herstellers Saroléa, das von 1938 bis 1940 überwiegend für den militärischen Beiwagenbetrieb gebaut wurde.
Über die Technik der nur in geringen Stückzahlen gebauten und heute sehr seltenen Saroléa 38H ist relativ wenig bekannt. Der seitengesteuerte Zweizylinder-Boxermotor hatte 973 cm³ Hubraum und leistete 20 PS. Der Antrieb – auch auf das Beiwagenrad – erfolgte über ein Dreiganggetriebe mit Handschaltung und Rückwärtsgang sowie Reduktionsgetriebe für Geländefahrten. Das Vorderrad wurde wie bei der in einigen Teilen baugleichen FN M12 in einer Trapezgabel geführt.